# Bombardier Learjet 550 de 2007
O Bombardier Learjet 550 de 2007 foi a sétima corrida da temporada de 2007 da IndyCar Series. A corrida foi realizada no dia 9 de junho no Texas Motor Speedway, localizado na cidade de Fort Worth, Texas. O vencedor foi o estadunidense Sam Hornish Jr., da equipe Team Penske.

## Pilotos e Equipes
| Nº | Piloto            | Equipe                   | Chassis | Motor | Pneu |
| -- | ----------------- | ------------------------ | ------- | ----- | ---- |
| 2  | Tomas Scheckter   | Vision Racing            | Dallara | Honda | F    |
| 3  | Hélio Castroneves | Team Penske              | Dallara | Honda | F    |
| 4  | Vitor Meira       | Panther Racing           | Dallara | Honda | F    |
| 5  | Sarah Fisher      | Dreyer & Reinbold Racing | Dallara | Honda | F    |
| 6  | Sam Hornish Jr.   | Team Penske              | Dallara | Honda | F    |
| 7  | Danica Patrick    | Andretti-Green Racing    | Dallara | Honda | F    |
| 8  | Scott Sharp       | Rahal Letterman Racing   | Dallara | Honda | F    |
| 9  | Scott Dixon       | Chip Ganassi Racing      | Dallara | Honda | F    |
| 10 | Dan Wheldon       | Chip Ganassi Racing      | Dallara | Honda | F    |
| 11 | Tony Kanaan       | Andretti-Green Racing    | Dallara | Honda | F    |
| 14 | Darren Manning    | A. J. Foyt Enterprises   | Dallara | Honda | F    |
| 15 | Buddy Rice        | Dreyer & Reinbold Racing | Dallara | Honda | F    |
| 17 | Jeff Simmons      | Rahal Letterman Racing   | Dallara | Honda | F    |
| 19 | Jon Herb          | Racing Professionals     | Dallara | Honda | F    |
| 20 | Ed Carpenter      | Vision Racing            | Dallara | Honda | F    |
| 22 | A. J. Foyt IV     | Vision Racing            | Dallara | Honda | F    |
| 23 | Milka Duno (R)    | SAMAX Motorsport         | Dallara | Honda | F    |
| 26 | Marco Andretti    | Andretti-Green Racing    | Dallara | Honda | F    |
| 27 | Dario Franchitti  | Andretti-Green Racing    | Dallara | Honda | F    |
| 55 | Kosuke Matsuura   | Panther Racing           | Dallara | Honda | F    |

- (R) - Rookie

## Resultados

### Treino classificatório
| Treino classificatório - 8 de junho | Treino classificatório - 8 de junho | Treino classificatório - 8 de junho | Treino classificatório - 8 de junho | Treino classificatório - 8 de junho | Treino classificatório - 8 de junho | Treino classificatório - 8 de junho | Treino classificatório - 8 de junho | Treino classificatório - 8 de junho |
| Pos                                 | Nº                                  | Piloto                              | Equipe                              | Volta 1                             | Volta 2                             | Tempo                               |                                     |                                     |
| ----------------------------------- | ----------------------------------- | ----------------------------------- | ----------------------------------- | ----------------------------------- | ----------------------------------- | ----------------------------------- | ----------------------------------- | ----------------------------------- |
| 1                                   | 8                                   | Scott Sharp                         | Rahal Letterman Racing              | 24.3456                             | 24.3334                             | 0:24.3334                           |                                     |                                     |
| 2                                   | 6                                   | Sam Hornish Jr.                     | Team Penske                         | 24.4175                             | 24.4206                             | 0:24.4175                           |                                     |                                     |
| 3                                   | 27                                  | Dario Franchitti                    | Andretti-Green Racing               | 24.4376                             | 24.4297                             | 0:24.4297                           |                                     |                                     |
| 4                                   | 11                                  | Tony Kanaan                         | Andretti-Green Racing               | 24.4945                             | 24.5076                             | 0:24.4945                           |                                     |                                     |
| 5                                   | 3                                   | Hélio Castroneves                   | Team Penske                         | 24.5575                             | 24.5538                             | 0:24.5538                           |                                     |                                     |
| 6                                   | 7                                   | Danica Patrick                      | Andretti-Green Racing               | 24.5799                             | 24.5600                             | 0:24.5600                           |                                     |                                     |
| 7                                   | 9                                   | Scott Dixon                         | Chip Ganassi Racing                 | 24.5939                             | —                                   | 0:24.5939                           |                                     |                                     |
| 8                                   | 17                                  | Jeff Simmons                        | Rahal Letterman Racing              | 24.6288                             | 24.6154                             | 0:24.6154                           |                                     |                                     |
| 9                                   | 2                                   | Tomas Scheckter                     | Vision Racing                       | 24.6680                             | 24.6244                             | 0:24.6244                           |                                     |                                     |
| 10                                  | 10                                  | Dan Wheldon                         | Chip Ganassi Racing                 | 24.6377                             | 24.6303                             | 0:24.6303                           |                                     |                                     |
| 11                                  | 14                                  | Darren Manning                      | A. J. Foyt Enterprises              | 24.6576                             | 24.6475                             | 0:24.6475                           |                                     |                                     |
| 12                                  | 26                                  | Marco Andretti                      | Andretti-Green Racing               | 24.6909                             | 24.6764                             | 0:24.6764                           |                                     |                                     |
| 13                                  | 4                                   | Vitor Meira                         | Panther Racing                      | 24.7351                             | 24.7043                             | 0:24.7043                           |                                     |                                     |
| 14                                  | 19                                  | Jon Herb                            | Racing Professionals                | 24.7676                             | 24.7638                             | 0:24.7638                           |                                     |                                     |
| 15                                  | 55                                  | Kosuke Matsuura                     | Panther Racing                      | 24.8666                             | 24.8563                             | 0:24.8563                           |                                     |                                     |
| 16                                  | 20                                  | Ed Carpenter                        | Vision Racing                       | 24.9279                             | 24.8958                             | 0:24.8958                           |                                     |                                     |
| 17                                  | 15                                  | Buddy Rice                          | Dreyer & Reinbold Racing            | 24.9234                             | 24.9011                             | 0:24.9011                           |                                     |                                     |
| 18                                  | 22                                  | A. J. Foyt IV                       | Vision Racing                       | 24.9180                             | 24.9035                             | 0:24.9035                           |                                     |                                     |
| 19                                  | 5                                   | Sarah Fisher                        | Dreyer & Reinbold Racing            | 24.9224                             | 24.9324                             | 0:24.9224                           |                                     |                                     |
| 20                                  | 23                                  | Milka Duno (R)                      | SAMAX Motorsport                    | 25.2303                             | 25.2280                             | 0:25.2280                           |                                     |                                     |
| Relatório                           |                                     |                                     |                                     |                                     |                                     |                                     |                                     |                                     |

- (R) - Rookie

### Corrida
| Corrida - 9 de junho | Corrida - 9 de junho | Corrida - 9 de junho | Corrida - 9 de junho     | Corrida - 9 de junho | Corrida - 9 de junho | Corrida - 9 de junho | Corrida - 9 de junho | Corrida - 9 de junho |
| Pos                  | Nº                   | Piloto               | Equipe                   | Voltas               | Tempo                | Largada              | Voltas na Liderança  | Pontos               |
| -------------------- | -------------------- | -------------------- | ------------------------ | -------------------- | -------------------- | -------------------- | -------------------- | -------------------- |
| 1                    | 6                    | Sam Hornish Jr.      | Team Penske              | 228                  | 1:52:15.2873         | 2                    | 159                  | 53                   |
| 2                    | 11                   | Tony Kanaan          | Andretti-Green Racing    | 228                  | +0.0786              | 4                    | 1                    | 40                   |
| 3                    | 7                    | Danica Patrick       | Andretti-Green Racing    | 228                  | +0.3844              | 6                    | 2                    | 35                   |
| 4                    | 27                   | Dario Franchitti     | Andretti-Green Racing    | 228                  | +3.9765              | 3                    | 0                    | 32                   |
| 5                    | 4                    | Vitor Meira          | Panther Racing           | 228                  | +4.0019              | 13                   | 3                    | 30                   |
| 6                    | 17                   | Jeff Simmons         | Rahal Letterman Racing   | 228                  | +4.6340              | 8                    | 5                    | 28                   |
| 7                    | 8                    | Scott Sharp          | Rahal Letterman Racing   | 227                  | +1 volta             | 1                    | 0                    | 26                   |
| 8                    | 15                   | Buddy Rice           | Dreyer & Reinbold Racing | 225                  | +3 voltas            | 16                   | 0                    | 24                   |
| 9                    | 55                   | Kosuke Matsuura      | Panther Racing           | 225                  | +3 voltas            | 15                   | 0                    | 22                   |
| 10                   | 5                    | Sarah Fisher         | Dreyer & Reinbold Racing | 221                  | +7 voltas            | 18                   | 0                    | 20                   |
| 11                   | 23                   | Milka Duno (R)       | SAMAX Motorsport         | 221                  | +7 voltas            | 19                   | 0                    | 19                   |
| 12                   | 9                    | Scott Dixon          | Chip Ganassi Racing      | 206                  | +22 voltas           | 7                    | 6                    | 18                   |
| 13                   | 14                   | Darren Manning       | A. J. Foyt Enterprises   | 200                  | Mecânico             | 11                   | 0                    | 17                   |
| 14                   | 2                    | Tomas Scheckter      | Vision Racing            | 199                  | +29 voltas           | 9                    | 0                    | 16                   |
| 15                   | 10                   | Dan Wheldon          | Chip Ganassi Racing      | 196                  | Contato              | 5                    | 52                   | 15                   |
| 16                   | 3                    | Hélio Castroneves    | Team Penske              | 196                  | Contato              | 10                   | 0                    | 14                   |
| 17                   | 22                   | A. J. Foyt IV        | Vision Racing            | 195                  | Contato              | 17                   | 0                    | 13                   |
| 18                   | 20                   | Ed Carpenter         | Vision Racing            | 195                  | Contato              | 20                   | 0                    | 12                   |
| 19                   | 26                   | Marco Andretti       | Andretti-Green Racing    | 140                  | Mecânico             | 12                   | 0                    | 12                   |
| 20                   | 19                   | Jon Herb             | Racing Professionals     | 44                   | Contato              | 14                   | 0                    | 12                   |
| Relatório            |                      |                      |                          |                      |                      |                      |                      |                      |

- (R) - Rookie